# Yves Stella
Yves Stella (Morsiglia, 8 d'octubre del 1942 - Morsiglia?, 15 de juliol del 2012) va ser un periodista, historiador i polític nacionalista cors.

## Biografia
Des de ben jove fou militant del FLNC, raó per la qual fou arrestat per la policia francesa el 1976 i el 1978. El 1980 fou condemnat a 14 anys de presó, però el Tribunal de Cassació anul·là la sentència i l'alliberà el 1981. Membre del Moviment Cors per l'Autodeterminació (MCA), fou escollit conseller a les eleccions a l'Assemblea de Còrsega de 1984. El 1987 fou redactor en cap d'U Ribombu i membre de la direcció d'A Cuncolta Naziunalista (ACN), raó per la qual fou arrestat un altre cop. El 1990 amb Alain Orsoni va fundar el Moviment per l'Autodeterminació (MPA) i dirigí les revistes Paese i Agora. Des del 1994, i fins a la mort, fou batlle de Morsiglia, a partir del 2004 dins les files del Partit de la Nació Corsa (PNC).